# Face Down (singolo)
Face Down è il primo singolo estratto dall'album del gruppo musicale statunitense The Red Jumpsuit Apparatus Don't You Fake It, pubblicato nel 2006. Il 28 novembre dello stesso anno è stato pubblicato il singolo Face Down (Acoustic), contenente una versione acustica del brano.

## Video musicale
Diretto da Paul Minor, il video di Face Down racconta e denuncia, come il testo della canzone, la violenza sulle donne. Una giovane donna, tornata a casa, vede i vari oggetti nell'abitazione che cominciano a schiantarsi e a distruggersi intorno a lei. La donna non ha nessun tipo di reazione, se non alla fine quando prende le foto e gli oggetti di un uomo che osservava nella casa, esce e li butta via. Queste scene sono alternate a scene della band che suona il brano nel soggiorno della casa.

## Successo commerciale
Il brano è il singolo di maggior successo della band. Ha raggiunto la 25ª posizione della Billboard Hot 100 e la 10 della Pop Songs negli Stati Uniti, oltre ad arrivare al 4º posto nella classifica dei singoli in Nuova Zelanda. Sempre negli Stati Uniti, ha raggiunto la seconda posizione dell'Alternative Songs ed è rimasto per 52 settimane di seguito nella classifica, raggiungendo il record precedentemente stabilito da The Kill dei Thirty Seconds to Mars.

## Classifiche
| Classifica (2006)             | Posizione massima |
| ----------------------------- | ----------------- |
| Canada                        | 43                |
| Canada (digital)              | 53                |
| Nuova Zelanda                 | 4                 |
| Stati Uniti                   | 25                |
| Stati Uniti (alternative)     | 3                 |
| Stati Uniti (mainstream rock) | 38                |
| Stati Uniti (pop)             | 15                |
| Stati Uniti (adult top 40)    | 10                |
| Stati Uniti (digital)         | 18                |
| Stati Uniti (radio)           | 11                |

### Versione acustica
| Classifica (2006) | Posizione massima |
| ----------------- | ----------------- |
| Stati Uniti       | 125               |

## Utilizzo nei media
- La canzone è presente nella colonna sonora del telefilm  Degrassi: The Next Generation.
- La canzone è presente nei videogiochi Saints Row 2 e MX vs. ATV: Untamed.
- La canzone è presente nel film Donne, regole... e tanti guai!.